# Hrabstwo Essex (Vermont)
Hrabstwo Essex (ang. Essex County) – hrabstwo w stanie Vermont w Stanach Zjednoczonych. Obszar całkowity hrabstwa obejmuje powierzchnię 673,75 mil² (1745 km²). Według szacunków United States Census Bureau w roku 2009 miało 6306 mieszkańców.
Hrabstwo powstało w 1792 roku.

## Gminy (town)
- Averill
- Bloomfield
- Brighton
- Brunswick
- Canaan
- Concord
- East Haven
- Ferdinand
- Granby
- Guildhall
- Lemington
- Lewis
- Lunenburg
- Maidstone
- Norton
- Victory[4]

## CDP
- Beecher Falls
- Canaan
- Concord
- Island Pond

| Populacja hrabstwa w poprzednich latach | Populacja hrabstwa w poprzednich latach |
| Rok                                     | Liczba ludności                         |
| --------------------------------------- | --------------------------------------- |
| 1980                                    | 6300                                    |
| 1990                                    | 6405                                    |
| 2000                                    | 6459                                    |
| 2005                                    | 6602                                    |